# CA Sarmiento
Der Club Atlético Sarmiento ist ein argentinischer Fußballverein aus Junín. Der Verein wurde 1911 gegründet und trägt seine Heimspiele im Estadio Eva Perón aus.

## Geschichte
Der Club Atlético Sarmiento wurde am 1. April 1911 in Junín gegründet. Vom argentinischen Fußballverband offiziell für die höchsten Ligen anerkannt wurde der Klub allerdings erst 1952. Ein Jahr zuvor wurde das Stadion des Vereins eröffnet, das heutzutage für 22.000 Zuschauer zugängliche Estadio Eva Perón, benannt nach der berühmten Präsidentengattin Juan Peróns. Diese wurde je nach Quelle entweder in Junín oder im nahegelegenen Los Toldos geboren.
Auf Ligaebene spielte CA Sarmiento Anfang der Achtzigerjahre zwei Spielzeiten in der Primera División, der höchsten argentinischen Fußballliga. Nach dem Aufstieg durch die Zweitligameisterschaft 1980 konnte man im Campeonato Metropolitano der Saison 1981 Platz dreizehn belegen. In der Spielzeit 1982 folgte dann allerdings nach nur zwei Jahren Erstklassigkeit der Wiederabstieg des Klubs aus der Provinz Buenos Aires, nachdem man Campeonato Metropolitano, das damals für die Bestimmung der Absteiger diente, nur den neunzehnten und letzten Platz mit 24 Punkte aus 36 Spielen und drei Punkten Rückstand auf das von Unión de Santa Fe belegte rettende Ufer, vorweisen konnte. Von diesem Abstieg erholte sich der Verein nicht so wirklich und verbrachte bis 2015 32 Jahre in Folge in der zweithöchsten Spielklasse abwärts. So fand man den Klub von 1986 bis 1991 gar nur in der vierthöchsten Liga.
Auch danach kam Sarmiento nur kurzfristig über die Drittklassigkeit hinaus. In der Saison 2011/12 gelang als Meister der Primera B Metropolitana nach sieben Jahren die Rückkehr in die Primera B Nacional, Argentiniens zweite Liga. Dort gelang als Aufsteiger direkt Rang fünf. Im Zuge der Aufstockung der Primera División auf dreißig Teilnehmer gelang CA Sarmiento zur Saison 2015 nach mehr als drei Jahrzehnten die Rückkehr in die höchste Spielklasse des argentinischen Fußballs.

## Erfolge
- Aufstieg in die Primera División: 3× (1980, 2014, 2021)

- Primera B Metropolitana: 4× (1980, 2003/04, 2011/12, 2017)

- Primera C: 1× (1977)

## Aktueller Mannschaftskader
Stand: 18. Dezember 2024
| Nr. |             | Position | Name                    |
| --- | ----------- | -------- | ----------------------- |
| 1   | Argentinien | TW       | Jerónimo Pourtau        |
| 2   | Argentinien | AB       | Juan Manuel Insaurralde |
| 3   | Argentinien | AB       | Gastón Sauro            |
| 5   | Argentinien | MF       | Manuel García           |
| 6   | Argentinien | MF       | Juan Andrada            |
| 7   | Argentinien | ST       | Lisandro López          |
| 8   | Argentinien | MF       | Federico Paradela       |
| 9   | Argentinien | ST       | Ezequiel Naya           |
| 10  | Argentinien | MF       | Nico Gaitán             |
| 10  | Argentinien | MF       | Sergio Quiroga          |
| 11  | Argentinien | MF       | Manuel Mónaco           |
| 13  | Argentinien | TW       | Nereo Champagne         |
| 14  | Argentinien | AB       | Facundo Roncaglia       |
| 15  | Argentinien | AB       | Diego Calcaterra        |
| 16  | Argentinien | AB       | Juan Cruz Guasone       |

| Nr. |             | Position | Name             |
| --- | ----------- | -------- | ---------------- |
| 18  | Chile       | ST       | Iván Morales     |
| 20  | Argentinien | ST       | Gabriel Gudiño   |
| 21  | Argentinien | ST       | Gabriel Hauche   |
| 22  | Argentinien | MF       | Valentín Burgoa  |
| 23  | Ecuador     | ST       | Bryan Cabezas    |
| 26  | Argentinien | ST       | Yair Arismendi   |
| 28  | Argentinien | MF       | Joaquín Gho      |
| 29  | Argentinien | AB       | Elías López      |
| 31  | Argentinien | MF       | Tomás Guiacobini |
| 32  | Argentinien | AB       | Franco Paredes   |
| 33  | Argentinien | AB       | Gabriel Díaz     |
| 42  | Argentinien | TW       | Lucas Acosta     |
| 52  | Argentinien | MF       | Emiliano Méndez  |
|     | Argentinien | ST       | Gabriel Azcurra  |

## Bekannte Spieler
- Ramón Ábila (2012)
- Adrián Balboa (2016–2017)
- Ramón Bóveda (1982)
- Carlos Bueno (2016)
- Diego Cháves (2015–2016)
- Leonel Corro (2012–2013)
- David Depetris (2018)
- Eduardo Di Loreto (1952–1953)
- Brian Fernández (2017)
- Rodolfo Fischer (1980)
- Claudio Flores (2011–2012)
- Ricardo Gareca (1981)
- Matías Lequi (2016)
- Óscar Mas (1982)
- José Mauri (seit 2023)
- Iván Morales (seit 2024)
- Daniel Passarella (1971–1973)
- Hamilton Pereira (2016–2017)
- Jonathan Santana (2016–2017)
- Juan Marcelo Toya (2011–2012)
- Juan Carlos Zuleta (2007–2011)